# Calophasia hamifera
Calophasia hamifera là một loài bướm đêm trong họ Noctuidae.